# Schmarnzell
Schmarnzell ist ein Ortsteil des Marktes Altomünster im oberbayerischen Landkreis Dachau. Am 1. Januar 1976 kam das Dorf Schmarnzell als Ortsteil von Randelsried zu Altomünster.

## Geschichte
Auf den Zeitraum von 1240/47 wird die Nachricht des Klosters Indersdorf datiert, in dem der Ort als „Smegenzel“ erstmals auftaucht. Weitere Nennungen sind: „Smergincelle“ (1283), „Smaergencell“ (1330), „Smergenzell“ (1418), „Schmarenczell“ (1478) und „Schmernzell“ (1504).
Bei Schmarnzell wurde zur Zeit des Kalten Krieges in den 1950er Jahren eine Richtfunkstation der US-Luftwaffe erbaut. Sie wurde in den 1960er Jahren von der deutschen Luftwaffe übernommen.

## Baudenkmäler
- Katholische Kapelle Herz Jesu, erbaut 1959